# Pilumnus fernandezi
Pilumnus fernandezi is een krabbensoort uit de familie van de Pilumnidae. De wetenschappelijke naam van de soort is voor het eerst geldig gepubliceerd in 1973 door Garth.